# St. Kilian (Böckingen)

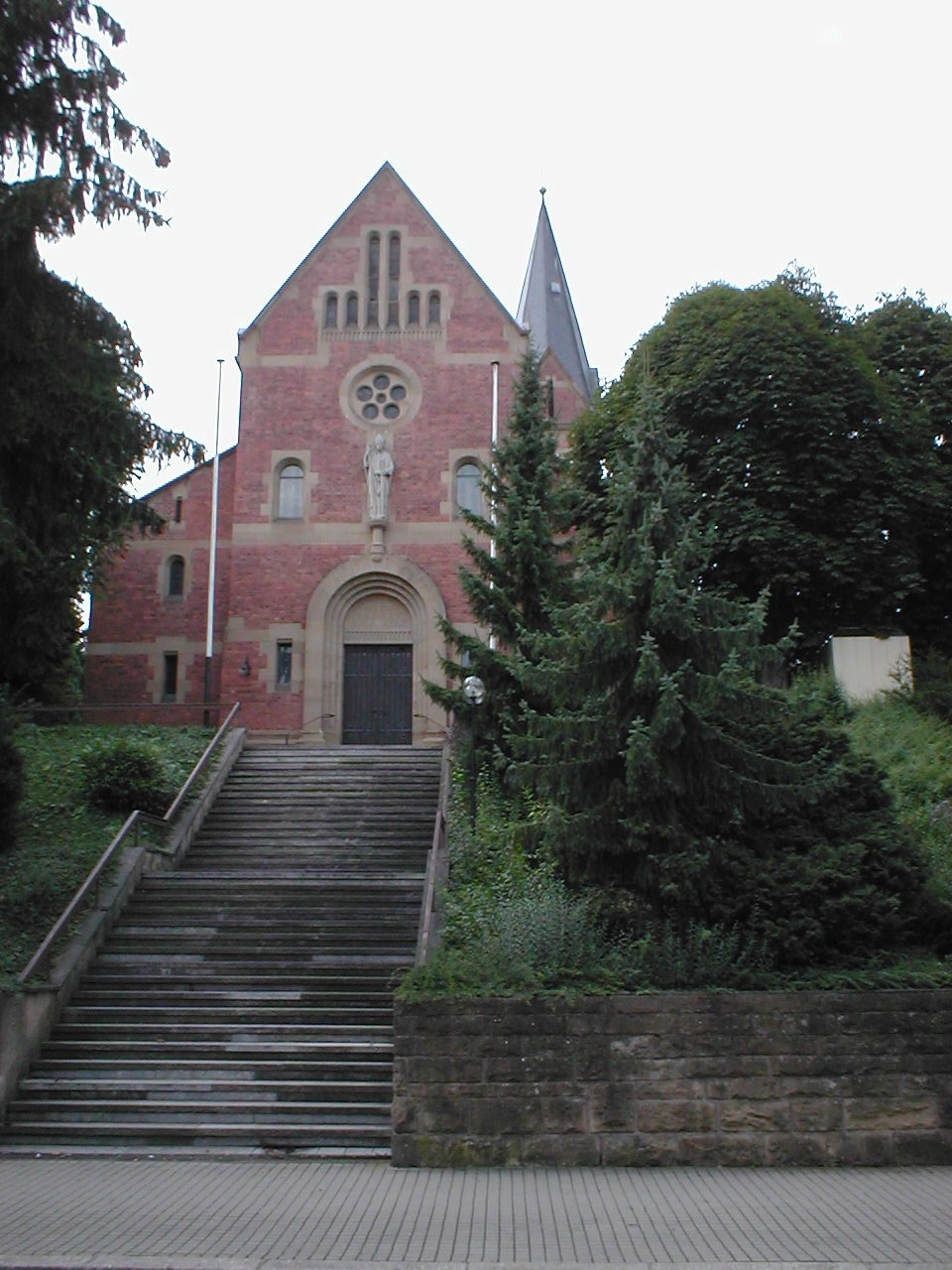
Kilianskirche in Böckingen, Ansicht von der Ludwigsburger Straße

St. Kilian ist eine katholische Pfarrkirche an der Ludwigsburger Straße 68 im Heilbronner Stadtteil Böckingen, die 1901/02 als erste katholische Kirche des Ortes errichtet wurde.

## Geschichte

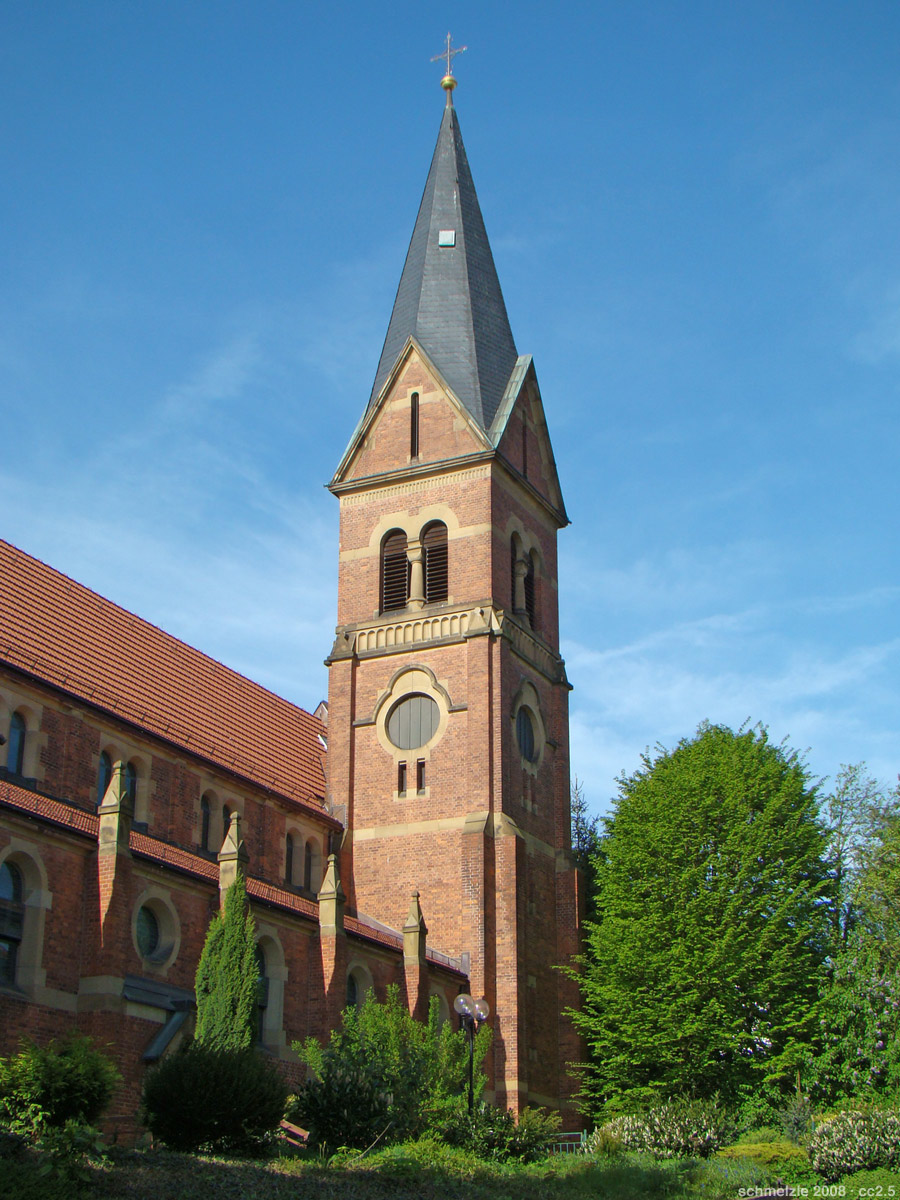
Turm von St. Kilian

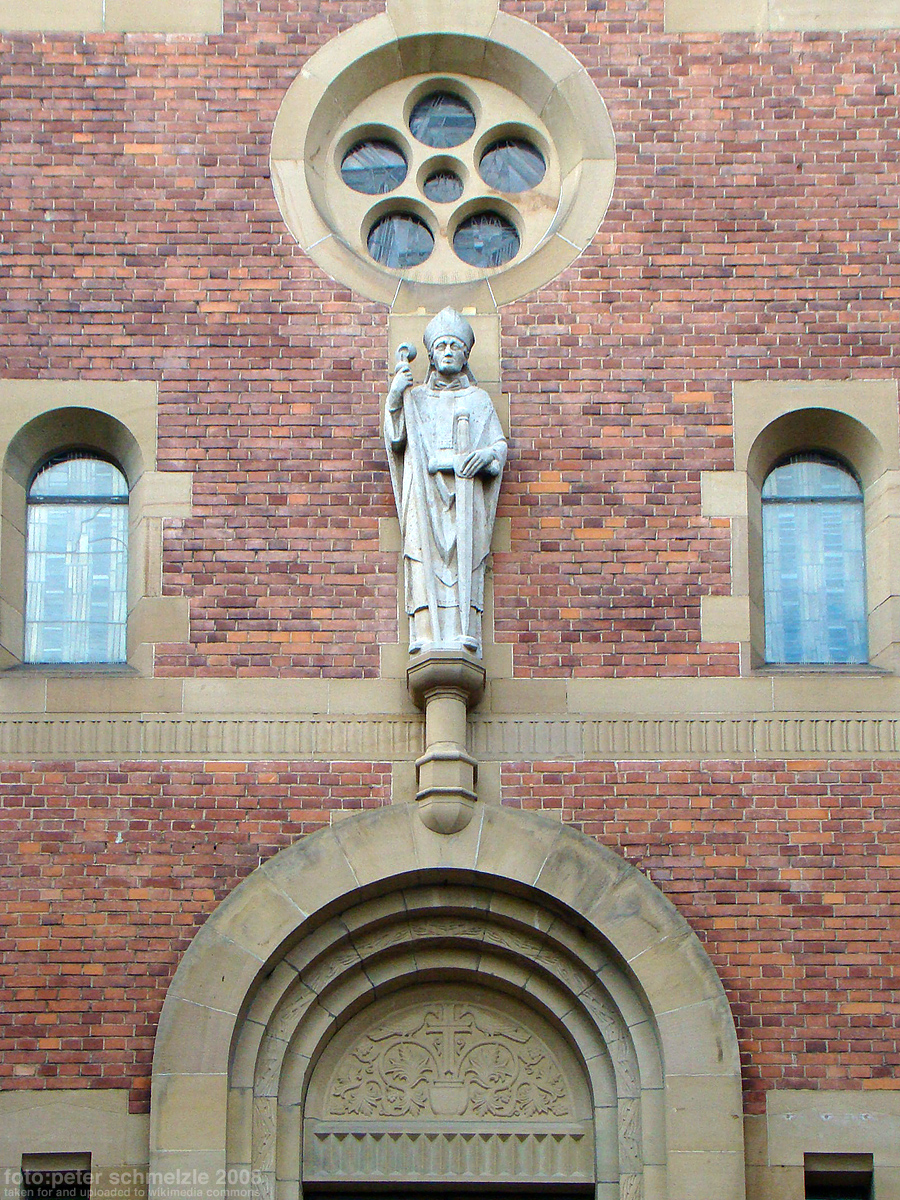
Portalschmuck

### Kirchengemeinde
Durch die Zugehörigkeit zur Reichsstadt Heilbronn war Böckingen seit der Reformationszeit über Jahrhunderte nahezu rein protestantisch geprägt. Auch als Böckingen 1803 mit Heilbronn zu Württemberg kam, waren die meisten der damals rund 1000 Einwohner noch protestantisch. Rund ein Jahrhundert später war die Einwohnerschaft auf 8000 gewachsen. Unter den Einwohnern waren inzwischen auch rund 600 Katholiken, die bis dahin zu Gottesdiensten nach Heilbronn gehen mussten, weswegen um 1900 die Gründung eines selbstständigen Seelsorgebezirks erwogen wurde. Die Böckinger Gemeinde erwarb für den Neubau einer katholischen Kirche für 9400 Mark ein damals noch von Gärten und Weinbergen umgebenes Grundstück an der noch unbefestigten Weststraße (heute Ludwigsburger Straße). Während des Baus der Kilianskirche wurde am 31. Dezember 1901 der Seelsorgebezirk Böckingen gegründet; die Orte Frankenbach, Klingenberg sowie Nordheim mit Nordhausen wurden ihm als Filialorte unterstellt. 1910 wurde der Seelsorgebezirk zur eigenständigen Pfarrei erhoben.
Neben der Kilianskirche wurde an der Weststraße noch eine Konfessionsschule errichtet, 1906 kam das Katholische Pfarrhaus hinzu. Die Schule wurde 1905 von der weltlichen Gemeinde übernommen und wechselte 1913 in die neu erbaute Alleenschule (heute: Grünewaldschule), so dass im Schulhaus nach 1914 die Barmherzigen Schwestern des Caritasvereins und eine Jugendheimeinrichtung untergebracht wurden. 1948 wurde an der Stelle des katholischen Schulhauses ein neues Gemeindehaus fertiggestellt.
1953 wurde in Nordheim mit der Kirche Sankt Maria eine Filialkirche errichtet, 1954 kam im Böckinger Ortsteil Kreuzgrund mit der Heilig-Kreuz-Kirche eine weitere Filiale hinzu. Ab 1972 erfolgte der Bau einer dritten Filialkirche, der St.-Johannes-Kirche in Frankenbach. Am 1. November 1980 wurden die bisherigen Filialen im Kreuzgrund und in Frankenbach zur eigenen Pfarrei erhoben.

### Baugeschichte des Kirchengebäudes
Am 22. August 1901 erfolgte die Grundsteinlegung der Kilianskirche, die nach Plänen von Richard Raisch im Stil der Neoromanik errichtet wurde. Der Bau wurde 1902 vollendet, die Gesamtkosten beliefen sich auf 80.000 Mark. Die Kirche wurde am 14. Oktober 1902 dem Heiligen Kilian geweiht.
Die Kirche hatte ursprünglich zwei Bronzeglocken, von denen die größere „Kiliansglocke“ 1917 zum Einschmelzen abgegeben werden musste. 1919 wurde das Geläut durch zwei Stahlglocken ersetzt, die bereits 1927 wieder durch vier neue Bronzeglocken ersetzt wurden. 1930 wurde die Kirche erstmals renoviert, dabei wurde der Kirchenraum von dem Kunstmaler Schenk aus Schwäbisch Gmünd neu ausgemalt.
Bei den Luftangriffen auf Heilbronn im Zweiten Weltkrieg wurden alle Fenster der Kirche zerstört und das Dach abgedeckt. Das beschädigte Dach wurde noch im Winter 1944/45 repariert, im Zuge des Wiederaufbaus wurde 1946 über dem Portal der Kirche außerdem eine 2,50 Meter hohe Statue des Kirchenpatrons Kilian von Karl Eisele angebracht.
Von August 1964 bis Mai 1965 erfolgte eine weitere Renovierung der Kirche. Dabei wurden die Ausmalungen von 1930 wieder weiß übertüncht und ein zusätzliches Fenster in den Altarraum gebrochen. Durch das Aufstellen neuer durchgängiger Bankreihen entfiel der bisherige Mittelgang. Außerdem wurde die Sakristei angebaut.

## Beschreibung
Die Kirche ist 38 Meter lang und steht auf einer Anhöhe in Ost-West-Richtung. Die Kirche wurde als Basilika mit drei Schiffen gebaut, wobei das Hauptschiff höher als die beiden flankierenden Seitenschiffe ist. Der Chor selbst hat eine Apsis, die einen halben Kreis beschreibt. Der Turm ist 39 Meter hoch und steht in der nordwestlichen Ecke.
Eine Madonna aus der Spätgotik, eine Christus-Figur und ein Ölgemälde, das den Heiligen Josef darstellt, stammen aus dem Barock. Otto Habel und Josef de Ponte erschufen im 20. Jahrhundert die farbigen Fenster. Margot Eberle schuf Ambo und Taufstein. Eine neue Orgel für die Kirche wurde 2012 bei Richard Rensch in Lauffen gebaut.